# Minchinhampton
Minchinhampton – miasto w Anglii, w hrabstwie Gloucestershire, w dystrykcie Stroud. Leży 19 km na południe od miasta Gloucester i 145 km na zachód od Londynu.